# Prefontaine Classic 2013
Prefontaine Classic 2013 byl lehkoatletický mítink, který se konal 31. května a 1. června 2013 v americkém městě Eugene. Byl součástí série mítinků Diamantová liga.

## Výsledky
- Archiv výsledků zde [1]

### Muži
| Disciplína      | 1. místo                  | 2. místo                     | 3. místo                            |
| 100 m           | Justin Gatlin 9,88        | Michael Rodgers 9,94         | Ryan Bailey 10,00                   |
| 200 m           | Nickel Ashmeade 20,14     | Walter Dix 20,16             | Jason Young 20,20                   |
| 400 m           | LaShawn Merritt 44,32     | Kirani James 44,39           | Tony McQuay 45,31                   |
| 800 m           | Mohammed Aman 1:44,42     | Timothy Kitum 1:45,16        | Nick Symmonds 1:45,40               |
| 1 míle          | Silas Kiplagat 3:49,48    | Asbel Kipruto Kiprop 3:49,53 | Aman Wote 3:49,88                   |
| 5 000 m         | Edwin Soi 13:04,75        | Mohamed Farah 13:05,88       | Alamirew Yenew 13:06,45             |
| 110 m překážek  | Hansle Parchment 13,05    | Orlando Ortega 13,08         | David Oliver 13,10                  |
| 3000 m překážek | Conseslus Kipruto 8:03,59 | Paul Kipsiele Koech 8:05,86  | Mahiedine Mekhissi-Benabbad 8:06,60 |
| Skok do výšky   | Mutaz Essa Baršim 240 cm  | Erik Kynard 236 cm           | Derek Drouin 236 cm                 |
| Skok o tyči     | Renaud Lavillenie 595 cm  | Björn Otto 590 cm            | Raphael Holzdeppe 584 cm            |
| Skok daleký     | Alexandr Meňkov 839 cm    | Mauro da Silva 822 cm        | Greg Rutherford 822 cm              |
| Hod diskem      | Robert Harting 69,75 m    | Piotr Małachowski 68,19 m    | Ihsan Hadádí 65,63 m                |

### Ženy
| Disciplína     | 1. místo                            | 2. místo                    | 3. místo                            |
| 100 m          | Shelly-Ann Fraserová-Pryceová 10,71 | Blessing Okagbareová 10,75  | Veronica Campbellová-Brownová 10,78 |
| 400 m          | Amantle Montshoová 50,01            | Francena McCororyová 50,37  | Novlene Williamsová-Millsová 51,14  |
| 800 m          | Francine Niyonsabaová 1:56,72       | Brenda Martinez 1:58,18     | Janeth Jepkosgei 1:58,71            |
| 1500 m         | Hellen Onsando Obiriová 3:58,58     | Faith Kipyegonová 4:01,08   | Nancy Langat 4:01,41                |
| 5 000 m        | Tiruneš Dibabaová 14:42,01          | Mercy Cherono 14:42,51      | Margaret Wangari Muriuki 14:43,68   |
| 400 m překážek | Zuzana Hejnová 53,70                | Georganne Moline 54,75      | Kaliese Spencerová 55,03            |
| Trojskok       | Caterine Ibargüenová 14,93 m        | Olga Saladuchová 14,85 m    | Kimberly Williams 14,78 m           |
| Vrh koulí      | Valerie Adamsová 20,15 m            | Kung Li-ťiao 20,12 m        | Michelle Carterová 19,65 m          |
| Hod oštěpem    | Christina Obergföllová 67,70 m      | Kimberley Mickleová 63,80 m | Sunette Viljoenová 63,00 m          |